# Музей Дніпровської політехніки
Народний музей історії ім. О. М. Поля НТУ «Дніпровська Політехніка» — музей історії Дніпровської політехніки (м. Дніпро). Розповідає про історію вузу від часів заснування до сьогодення.

## Історія музею
Музей був відкритий 12.10.1974.
У 2001 Вчена рада університету присвоїла музею ім'я О. М. Поля.
Станом на 2021 у фондах музею зберігається понад 14 000 експонатів. Експозиція має 6 розділів і вміщує 1500 експонатів, з яких майже 80 % – оригінали.
Щорічно у музеї проходить від чотирьох до шести виставок, присвячених ювілейним подіям з історії університету, проводяться краєзнавчі конференції. При музеї діють декілька клубів: історико-краєзнавчий «Грані» і військово-історичний ім. капітана А. І. Грязнова. Працювала Школа гідів. Екскурсії проводяться як українською, так і польською і англійською мовами.

## Експозиція музею
Експозиційна зала музею розбита на шість тем.
Перша частина розповідає про заснування у Катеринославі вищого гірничого училища (КВГУ). Також мова йде про першу бібліотеку і перші кабінети. Ще акцент робиться на перших випускниках закладу.
Другий розділ охоплює період з 1912 до 1917 роки, коли училище перетворили на Гірничий інститут. Тут також йде мова про перших засновників наукових шкіл О. М. Терпигорєва, М. Й. Лебедєва, П. М. Леонтовського, Я. І. Грдіни, М. М. Федорова та ін.
Третій розділ – 1920-ті–1930-ті роки. Розповідає про життя інституту за часів більшовицьких перетворень і новацій. Про нові правила навчання і прийому до закладу, про часту зміну ректорів і про формування нових шкіл.
Четвертий розділ розповідає про життя інституту в часи Другої світової війни.
П'ятий розділ показує життя вузу після війни. Мова також йде про спортивне і творче життя студентів та викладачів. Про налагодження міжнародних зв'язків і про випускників закладу.
Шостий розділ охоплює період часів незалежності України. Мова йде про створення нових підрозділів і заснування нових традицій. Завершує експозицію виставка подарунків з нагоди 100-річчя та 110-річчя НГУ.